# China Television
Pour les articles homonymes, voir CTV.
China Television (CTV) est une société de diffusion télévisée de Taïwan. 

## Histoire de la chaîne
La compagnie est fondée le 3 septembre 1968 par le parti nationaliste de la république de Chine (Taïwan). Le parti possède la majeure partie de la compagnie. La télédiffusion de la chaîne CTV débuta le 9 octobre 1969 et sous sa forme régulière, le 31 octobre.
Ce fut la première chaîne à diffuser en couleur sur toute l'île de Taïwan.
Le 9 août 1999, la chaine est incluse dans la bourse de Taiwan, devenant ainsi la première compagnie de télédiffusion de Taïwan.